# Kniepsand
Der Kniepsand, früher Knipsand ist eine extrem langsam wandernde Sandbank in der Nordsee. Sie liegt westlich der schleswig-holsteinischen Insel Amrum und nimmt eine Fläche von rund 10 km² ein. 
Vom Amt Föhr-Amrum wird die Fläche von Amrum mit und ohne Kniepsand angegeben (30 bzw. 20 km²).
Da das Gebiet gewöhnlich nicht überflutet wird, handelt es sich um einen Hochsand.

## Name
Der Name geht auf das Öömrang-Wort kniap für „kneifen“ zurück. Laut einer Theorie „kniff“ der feine Sand die Badegäste.

## Geographie
Der Kniepsand bildet einen scheinbar zu Amrum gehörenden, 15 Kilometer langen und bis zu 1,5 Kilometer breiten Sandstrand, der der gesamten Westküste der Insel vorgelagert ist und unmittelbar in die tatsächlich zur Insel gehörenden Sanddünen übergeht. Dennoch ist der Kniepsand geologisch gesehen kein Teil Amrums.:12 Im Laufe der nächsten Jahrhunderte wird ein Weiterwandern des Kniepsandes um die Nordspitze Amrums, die Amrumer Odde, herum erwartet. Der Kniepsand fungiert als natürlicher Inselschutz bei Sturmfluten und liefert reichlich Sand für den Aufbau des sich anschließenden Dünengürtels. 
Im Winter wird der Kniepsand regelmäßig von hohen Sturmfluten überspült. Dabei werden häufig die im Sommerhalbjahr entstandenen Primärdünen abgetragen. 

## Geschichte
Im Jahr 1585 wurde der Kniepsand auf einer Seekarte als Ameren bor („Amrumer Barriere“) erwähnt. Er lag damals annähernd im rechten Winkel zur Insel Amrum. Im Mittelalter befand sich auf Höhe des heutigen Süddorfer Strandes eine Fischereistation. Durch die zunehmende Drehung des Kniepsands Richtung Küste versandete sie. Ab Mitte des 19. Jahrhunderts beschleunigte sich der Prozess. Die Amrumer Seenotrettungsstation befand sich 1865 auf Höhe Nebels und musste dann innerhalb zwei Jahrzehnten mehrfach Richtung Norden bis zum Norddorfer Strand verlagert werden.:14 Im Kniephafen, der im Schutz des Kniepsands in einem von Norden her befahrbaren Priel bei Norddorf lag, befand sich bis ca. 1940 eine Anlegestelle für die Passagierschifffahrt nach Hörnum auf Sylt, wo Anschluss an die Dampfer der Hamburger Seebäderlinie bestand. Mitte des 19. Jahrhunderts diente er großen Handelsschiffen als Ankerplatz im Winter. Wegen der zunehmenden Versandung musste er 1901, 1909 und 1938 nordwärts verlegt werden, bis er im Zweiten Weltkrieg ganz aufgegeben wurde.:14 Bis Mitte der 1960er-Jahre war der Kniepsand noch durch einen zunehmend schmaler werdenden Priel von der Insel getrennt. Heute ist er nicht mehr vorhanden, da der Kniepsand inzwischen weiter in Richtung Amrumer Odde wanderte. Mittlerweile hat sich im Süden Amrums, bei Wittdün, eine natürliche Sandzufuhr zugetragen, wodurch sich ein neuer, breiterer Sandwall bildete, der auch bei  Hochwasser nicht überflutet wird.
Ende des 19. Jahrhunderts wurde ein Abzweig der Amrumer Inselbahn von Wittdün durch die Dünen bis über den Kniepsand gebaut, doch die Schienen und Badegebäude wurden gleich von der ersten Sturmflut im Winter vernichtet. Die Strecke wurde mehrfach wieder aufgebaut und schließlich aufgegeben.

## Tourismus
Der Kniepsand fungiert als Strand der Insel Amrum. Es gibt mehrere bewachte Badestrände und FKK-Abschnitte. In einigen Bereichen errichten Urlauber aus Strandgut fantasievolle Holzbauten, die mit den Sturmfluten im Herbst wieder abgetragen werden. Sie werden vom Bau- und Ordnungsamt geduldet. Bekannt wurde „Panschos Burg“, die der Künstler Ottfried Schwarz mehrfach neu erbaute. Die erste Version wurde inklusive 200 Sack Amrumer Sand zeitweise im Hof des Altonaer Museums in Hamburg-Altona gezeigt. 2017 ging Panchos Burg endgültig verloren.

## Natur- und Landschaftsschutz
Der Kniepsand ist kein Teil des Nationalparks Schleswig-Holsteinisches Wattenmeer, jedoch als Teil des Fauna-Flora-Habitat Gebietes „Küsten- und Dünenlandschaften Amrums“ an das europäische Schutzgebietsnetz Natura 2000 gemeldet. So gibt es einige für Menschen gesperrte Areale. Dazu zählen – bis auf den Flutsaum – das Naturschutzgebiet Amrum-Odde, der Kniepsand westlich des Norddorfer Leuchtturms sowie die Südspitze des Kniepsandes bei Wittdün. Diese Gebiete dienen als Rückzugs- bzw. Brutgebiete zahlreicher Vogelarten. Außerdem ist es Teil des Landschaftsschutzgebiets „Amrum“. 

## Galerie

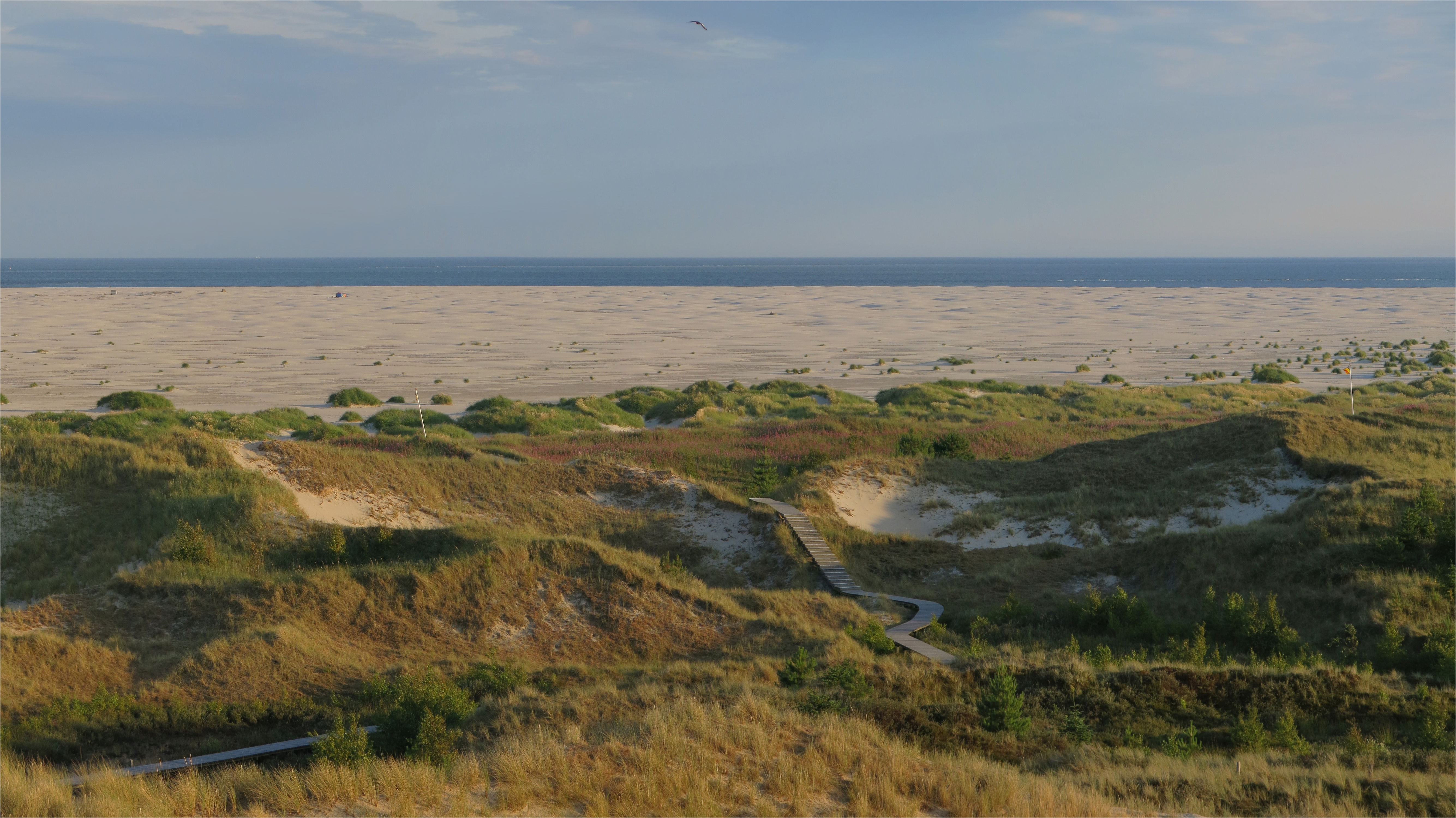
Kniepsand vor Wittdün
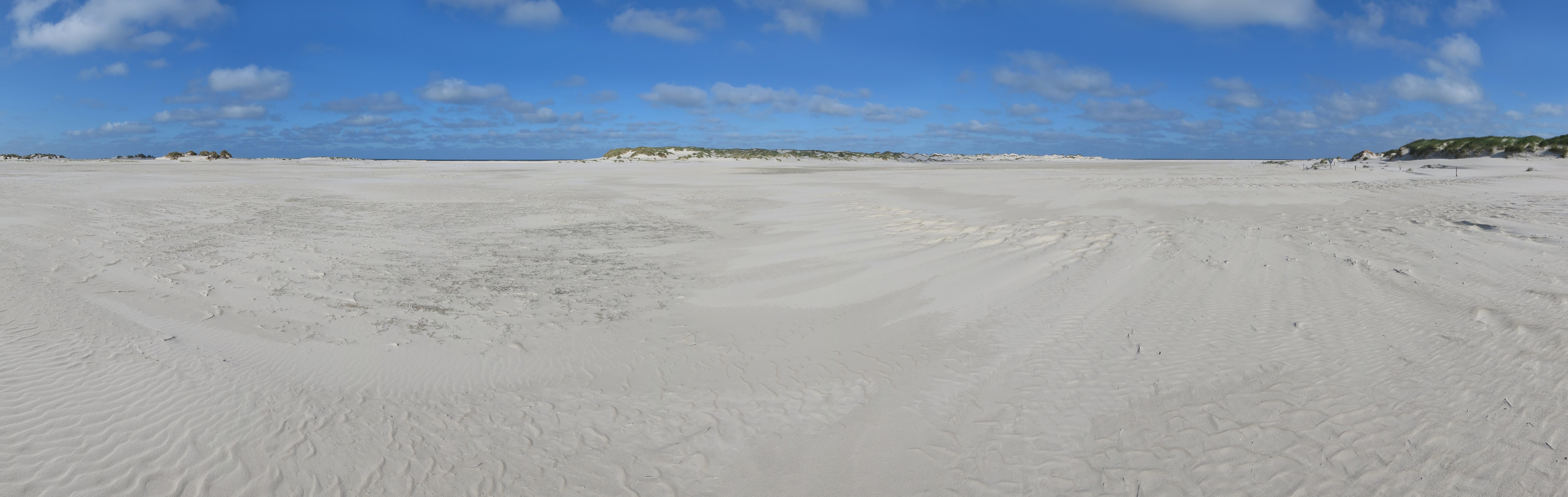
Auf dem Kniepsand nahe dem Leit- und Quermarkenfeuer
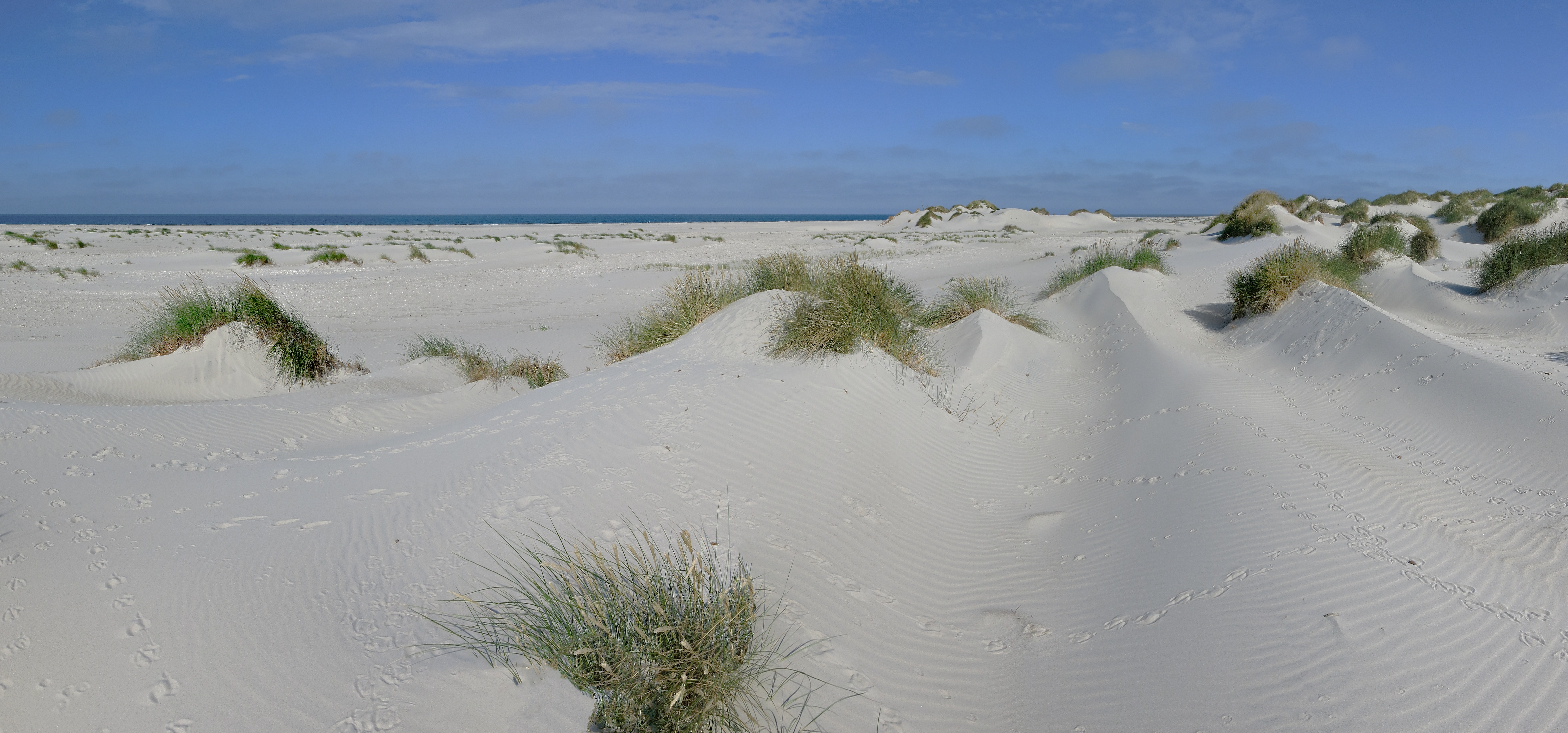
Kniepsand mit Primärdünen
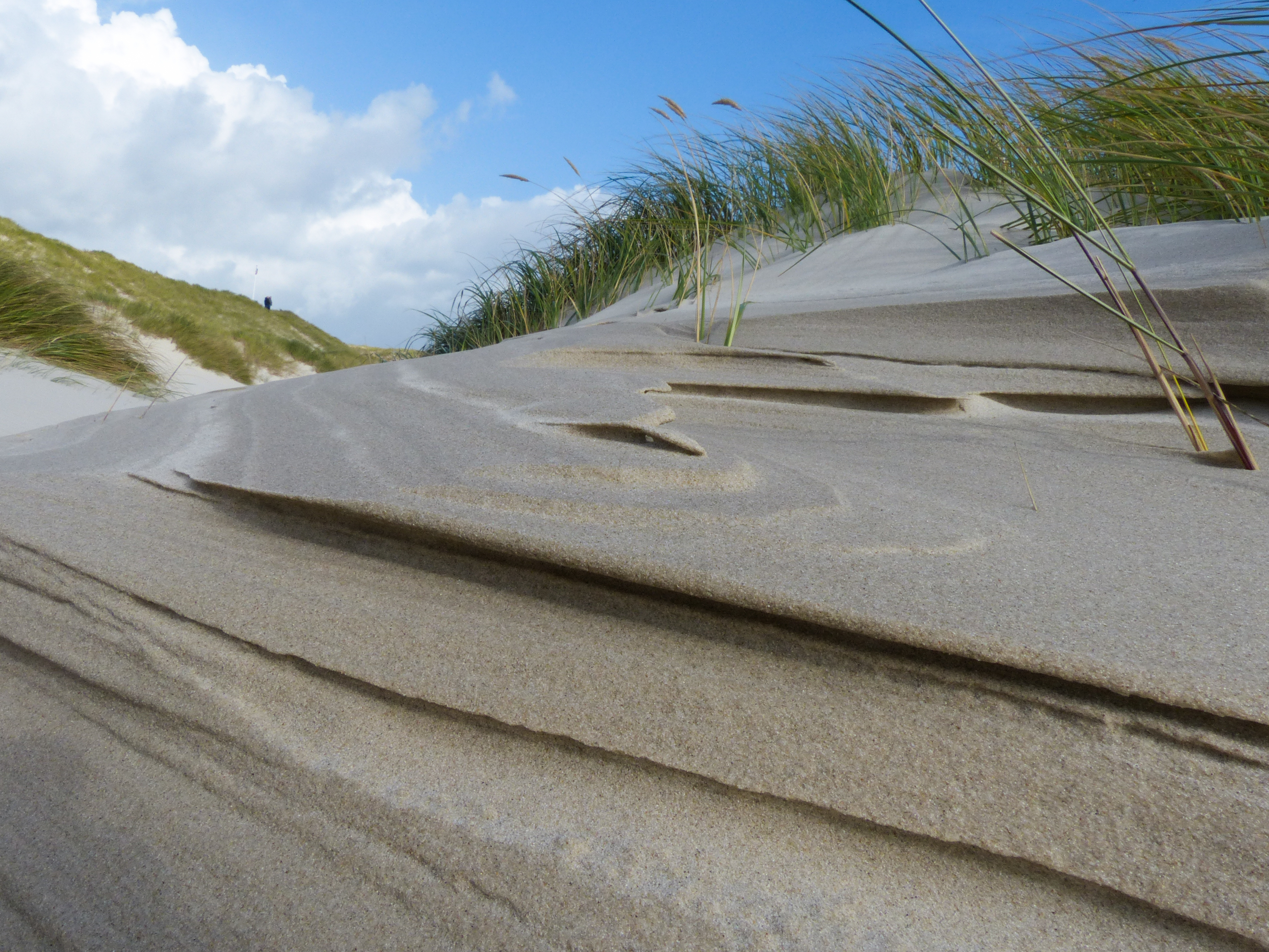
Düne auf dem Kniepsand
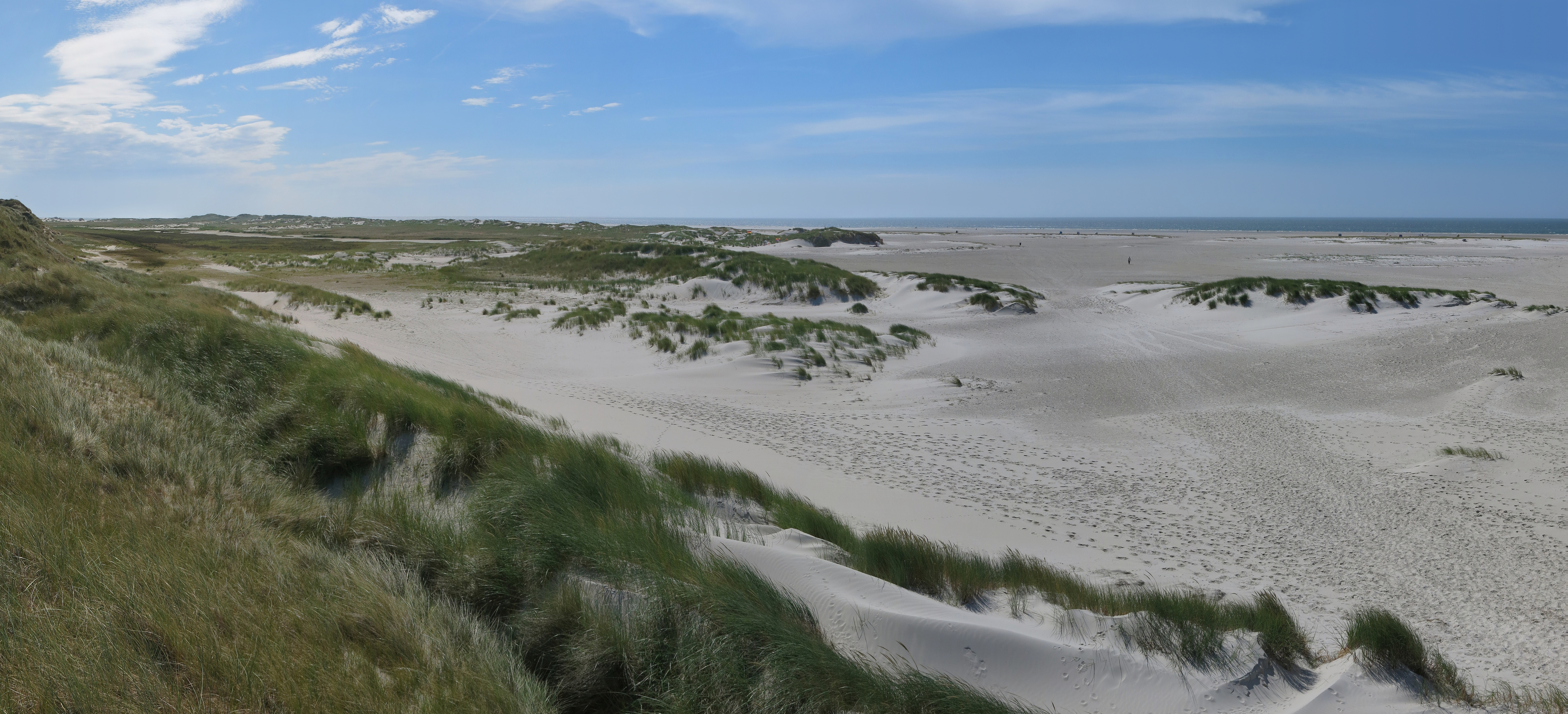
Kniepsand bei Norddorf: Links die Amrumer Dünen, rechts der Kniepsand
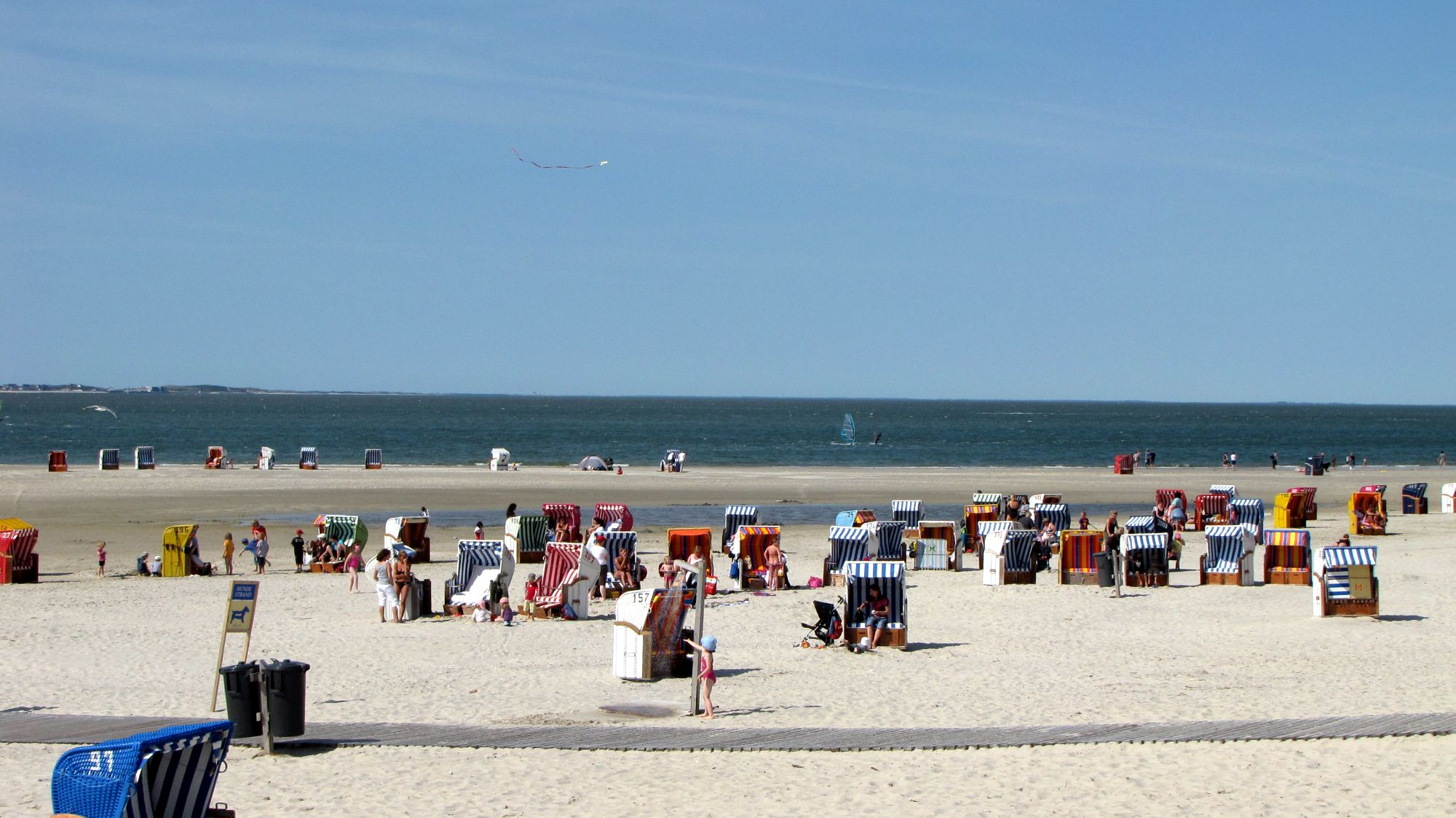
Strandleben bei Norddorf
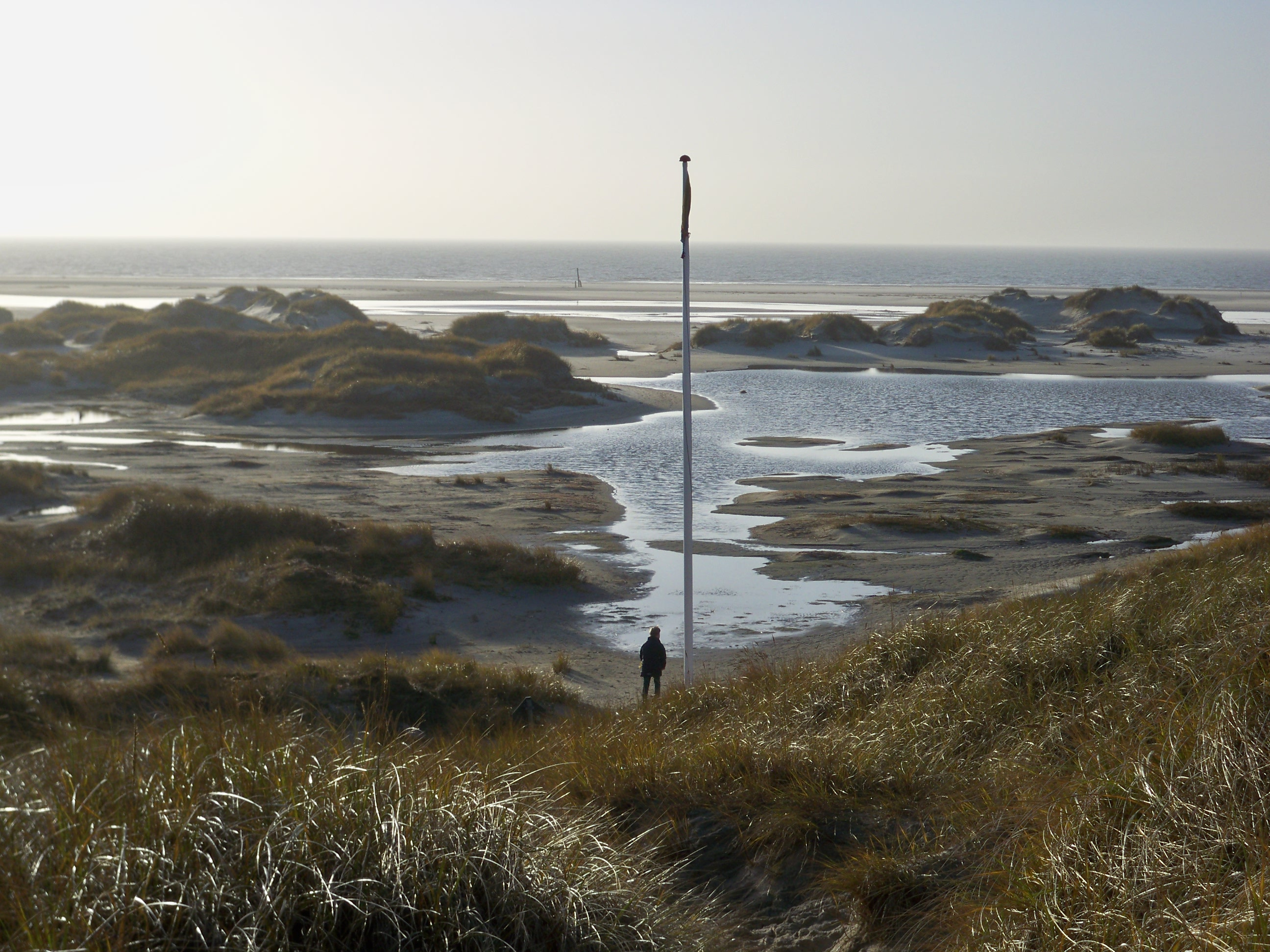
Kniepsand nach dem Orkan Xaver (2013)
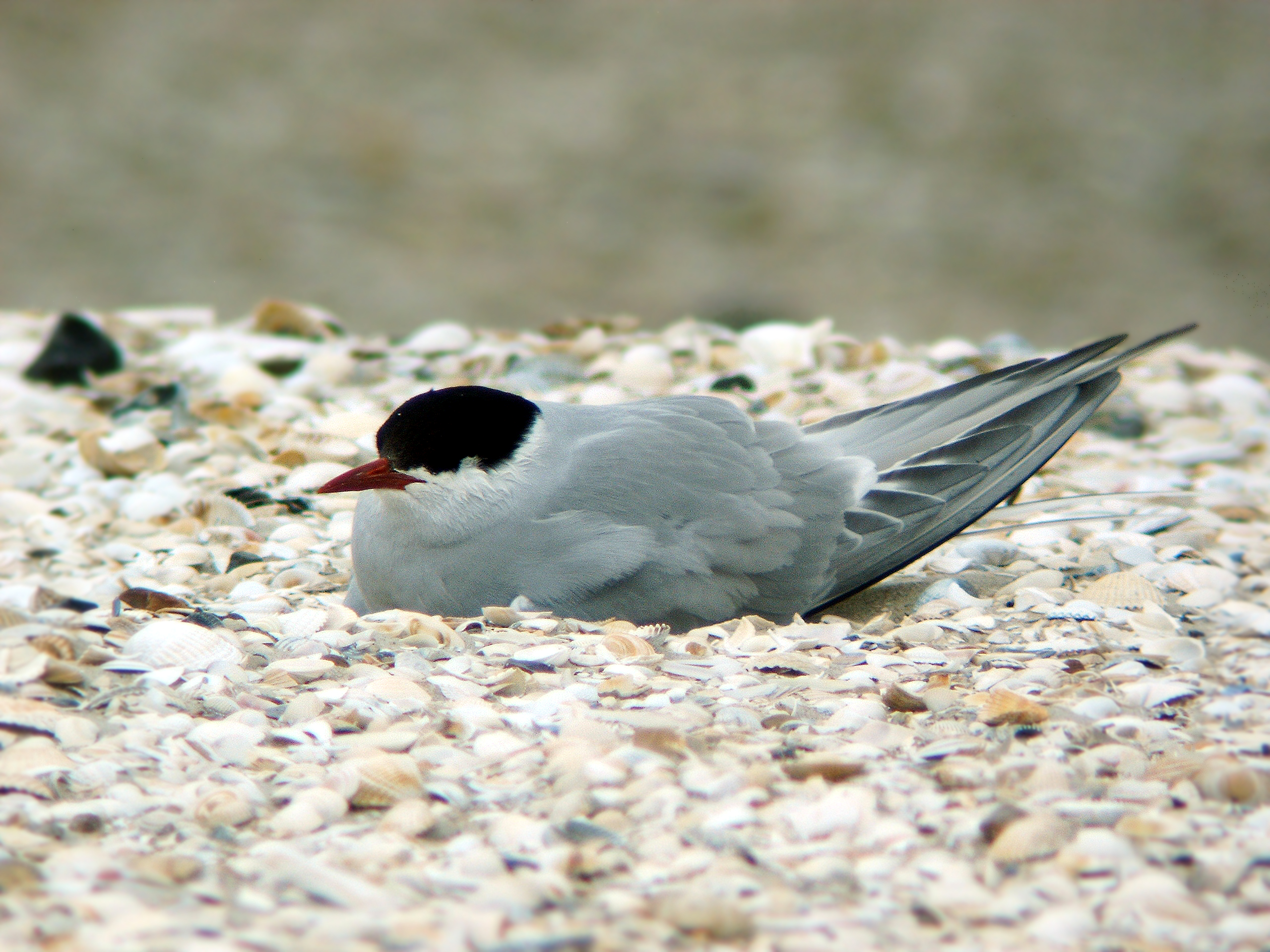
Brütende Küstenseeschwalbe auf dem Kniepsand